# 판참리타

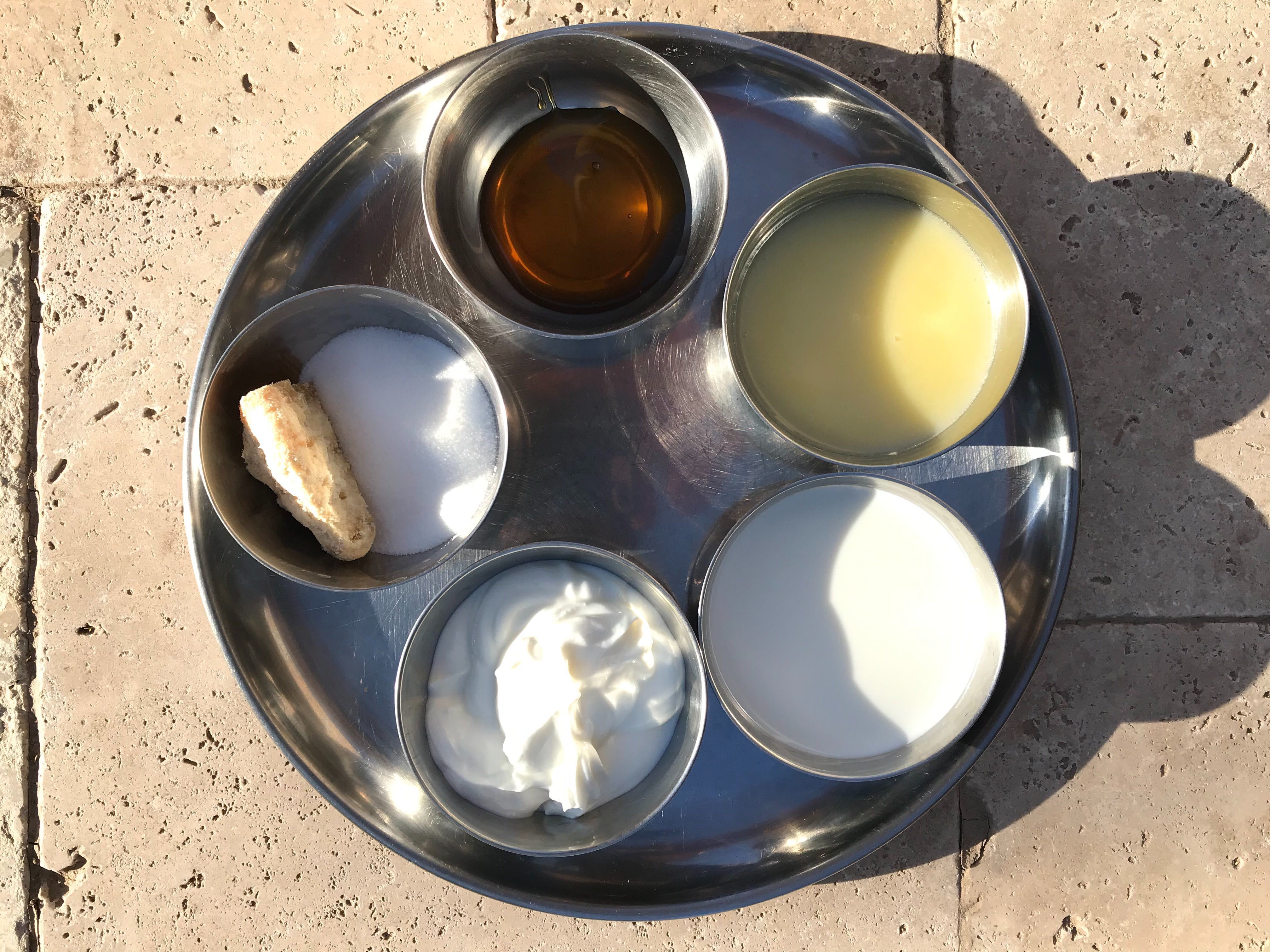
판참리타의 5가지 재료: 우유, 요구르트, 버터기름, 꿀, 재거리

판참리타(पञ्चामृत)는 힌두교와 자이나교의 숭배 의식인 푸자와 아비 에카에서 사용되는 다섯 가지 음식을 혼합한 것이다. 푸자에서 제물로 자주 사용되며 프라사드로 배포된다.
사용되는 재료에는 지역적 차이가 있다. 네팔과 북인도에서는 보통 꿀이나 설탕, 우유, 다히, 기를 주재료로 사용한다.
타밀나두에서 판참리탐은 바나나, 기버터, 꿀, 재거리, 카다멈의 혼합물이며, 씨없는 대추와 사탕과 같은 다른 물질이 추가된다. 케랄라에서는 부드러운 코코넛도 포함될 수 있다. 일부 조리법에는 포도도 포함한다.
타밀나두에 위치한 팔라니 단다유타파니 사원은 주변 팔라니 언덕에서 자란 비루파트치 언덕 바나나를 사용하는 독특한 판참리타로 유명하며, 2019년 인도 정부로부터 독특한 지리적 표시를 받았다.